# Марк Франсуа
Марк Джино Франсуа MP ([frɑːnˈswɑː] ; 14 серпня 1965) є членом британської Консервативної партіі, колишній лобіст, і ветеран Територіальної армії. Він є членом парламенту (МП) для Релея і Вікфорда і колишнього народного депутата для Релея . Раніше він працював державним міністром в Міністерстві оборони, державним міністром збройних сил, державним міністром з питань спільнот і стійкості, а також міністром у Портсмуті при Департаменті громад та місцевого самоврядування . У 2018 році Якоб Реє-Могг його начальник призначив Франсуа заступником голови і де-факто " організатором партії " консервативної євроскептичної європейської дослідницької групи.

## Раннє життя
Марк Джино Франсуа народився в м. Іслінгтон, Лондон. Син ветерана D-Day Реджинальда Франсуа і Анна, його мати-італійка, він отримав освіту в Ніколасській загальноосвітній школі в Базилдоні, Ессекс і в університеті Брістоля, де отримав ступінь бакалавра мистецтв диплом з історії в 1986 році. Він також був головою Асоціації консерваторів університету. Він закінчив навчання в Королівському коледжі в Лондоні, де здобув ступінь магістра з військових досліджень у 1987 році.
Після закінчення університету він став стажером з управління в Lloyds Bank . Він приєднався до лобістської компанії Market Access International у 1988 році, залишивши в 1996 році свою власну лобістську фірму Francois Associates.

## Військова кар'єра
У період з 1983 по 1989 рр. Франсуа був офіцером піхоти територіальної армії, в тому числі з місцевим королівським англійським полком .

## Радник і кандидат у депутати
З 1991 по 1995 рік був членом районної ради Базилдона для відділення Ленгдон-Хіллз. На загальних виборах 1997 року він виступав за Східний Брент, програвши Кену Лівінгстону (який пізніше став мером Лондона). Після смерті Алана Кларка в 1999 році, він тісно програв Майклу Портільо у відборі до виборів у Кенсінгтон і Челсі 1999 року . Після виходу на пенсію Майкла Кларка на загальних виборах 2001 року він побив Бориса Джонсона, який був обраний для боротьби з безпечним консервативним кріслом Релея .

## Член парламенту
Франсуа виграв у Рейлі у 2001 році з більшістю 8 290, і був переобраний у 2005 та 2010 роках із збільшенням більшості. Він зробив свій перший виступ 4 липня 2001 року.
Він працював членом комітету з питань екологічного аудиту протягом усього його першого терміну у парламенті. Був висунутий Майклом Говардом на посаду Опозиційного організатора партії в 2003 році; і пізніше на посаду тіньового економічного секретаря у вересні 2004 року; а пізніше — Shadow Paymaster General, що вивчає HMRC . Він був призначений Тіньовим Міністром Європи у травні 2007 року і приєднався до Кабінету Тіней на перестановках у січні 2009 року. Як Тіньовий Міністр Європи Франсуа опікувався виходом консервативної партії з федералістської групи ЄНП у Європарламенті, створенням групи ECR та опозицією консерваторів у палаті громад до Лісабонського договору, проти якого він багато разів виступав 5 березня 2008 року в ході дебатів було прийнято Закон 2008 року про зміну Європейського Союзу .
Коли консерватори і ліберал — демократи приєдналися до коаліційного уряд після 2010 року загальних виборів, він був призначений віце-камергером двору, синекуром призначеного урядовим засновником партії, що тягне за собою перебування в «полоні» в Букінгемському палаці, на той час коли королева відкриває парламент . Він приєднався до Таємної ради 9 червня 2010 року. У 2011 році він був членом спеціального Відбіркового комітету, створеного для вивчення законопроєкту, який став Законом про Збройні Сили 2011 року .
У вересні 2012 року він був призначений Державним міністром у справах оборони, добробуту та ветеранів Міністерства оборони . З жовтня 2013 року по травень 2015 року він був державним міністром, відповідальним за збройні сили, кібер-діяльність та генерацію сил.
Після загальних виборів 2015 року він став державним міністром у справах громад і стійкості, а також міністром у Портсмуті при Департаменті громад та місцевого самоврядування .
Франсуа залишив уряд після того, як Тереза Мей була призначена прем'єр-міністром, але вона призначила його провести огляд використання резервів в армії.
З вересня 2017 року Франсуа був членом Комітету з питань оборони і є колишнім членом Адміністративного комітету, Комітету з відбору, Комітету оборони та Комітету екологічного аудиту. Він є віце-президентом консервативних друзів Польщі.

## Особисте життя
Франсуа одружився з Карен Томас в Ленгдон-Хіллз, Базилдон, в червні 2000 року. Шлюб розпався у 2006 році.